# Rio Dois Vizinhos
Der Rio Dois Vizinhos ist ein etwa 50 km langer linker Nebenfluss des Rio Chopim im Süden des brasilianischen Bundesstaats Paraná.

## Etymologie
Dois Vizinhos bedeutet auf Deutsch Zwei Nachbarn. Die Jäger und Fischer, die als erste in dieses Hinterland kamen und viel mit dem Boot unterwegs waren, bezeichneten diesen Ort so: „Treffen wir uns dort, wo sich die beiden Flüsse treffen ... am Fluss der Dois Vizinhos“. Dort gab es zwei Häuser, in denen sie übernachteten und ihre Ausrüstung für die Jagd und den Fischfang lagerten. Wenn sie sich auf ihren Streifzügen trafen, erzählten sie, dass sie zum Fischen unterwegs waren und ihre Ausrüstung am Fluss bei den beiden Nachbarn zurückgelassen hatten.

## Geografie

### Lage
Das Einzugsgebiet des Rio Dois Vizinhos befindet sich auf dem Terceiro Planalto Paranaense (Dritte oder Guarapuava-Hochebene von Paraná).

### Verlauf
Sein Quellgebiet liegt im Munizip Dois Vizinhos auf 668 m Meereshöhe etwa 15 km südlich des Hauptorts. Es liegt etwa 3 km südlich des Weilers Santa Lúcia in der Nähe der PR-180.
Der Fluss verläuft auf seinen ersten 10 km in nördlicher Richtung, bis er die PR-281 erreicht. Dann wendet er sich für den Rest seines Laufs nach Nordosten. Am Stadtgebiet von Dois Vizinhos fließt er im Südosten vorbei. Er mündet auf 378 m Höhe von links in den Rio Chopim. Er ist etwa 50 km lang.

### Munizipien im Einzugsgebiet
Der Rio Dois Vizinhos verläuft vollständig innerhalb des Munizips Dois Vizinhos.